# Francisco José Ventoso

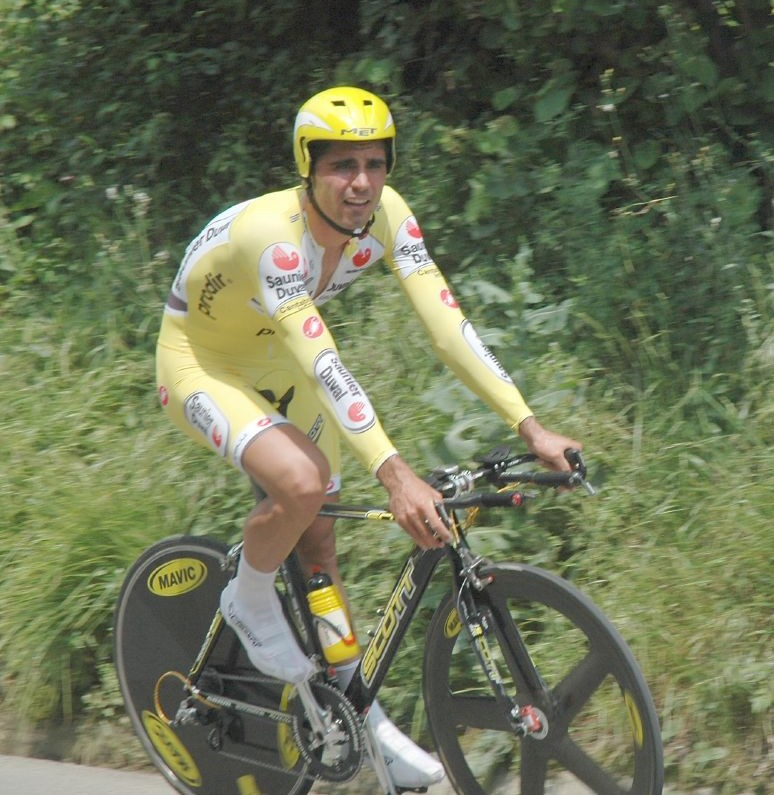
Francisco José Ventoso.

Francisco José Ventoso Alberdi, född 6 maj 1982 i Reinosa, Kantabrien, är en spansk professionell tävlingscyklist.
Francisco José Ventoso blev professionell för det spanska stallet Saunier Duval-Prodir, som tillhör UCI ProTour sedan 2005, och han fortatte med stallet till slutet av säsongen 2007. Under säsongen 2008 tävlade Ventoso för det spanska UCI Professional Continental-stallet Andalucía-Cajasur innan han gick vidare till det italienska stallet CarmioOro-A Style inför säsongen 2009.

## Karriär

### 2007–2008
Francisco José Ventoso vann den tredje etappen på Vuelta a España 2006. Samma år vann han också etapp 4A på Euskal Bizikleta. Under säsongen 2007 vann han tre etapper på Vuelta Castilia y León.
Under säsongen 2008 vann spanjoren den tredje etappen av Vuelta a Castilla y León. Två dagar senare slutade han trea i tävlingen efter Koldo Fernandez och Thomas Dekker.

### 2009
I april 2009 slutade Ventoso trea på etapp 4 av Settimana Ciclista Lombarda bakom Alessandro Petacchi och Luca Paolini. Han vann etapp 3 av Vuelta Ciclista a la Comunidad de Madrid. På etapp 5 av Brixia Tour slutade han på tredje plats. Han vann Paris-Corrèze framför Freddy Bichot och Laurent Beuret.
Ventoso slutade trea på Coppa Agostoni bakom Giovanni Visconti och Mauro Santambrogio. Han vann senare under säsongen etapp 1 av Tour du Gévaudan Languedoc-Roussillon framför Romain Feillu och Emanuele Sella. I oktober vann han etapp 1 och av Cinturó de l'Empordà. Ventoso slutade tvåa på etapp 3 av tävlingen; vilket ledde till att han vann hela tävlingen. Han vann också GP Beghelli. Ventoso vann etapp 4 av Tour of Hainan 2009 framför Boris Sjpilevskij och Jaan Kirsipuu. Han slutade på andra plats på etapp 6 och 7 samt på en tredje plats på den sista etappen av tävlingen. Vinnaren av etappen och den sammanlagda tävlingen Boris Sjpilevskij blev dock tidstraffad med två minuter för ett irreguljärt hjulbyte och därmed tappade han ledningen i Tour of Hainan. Ventoso blev i stället den nya segraren av tävlingen.

## Meriter
2004 – Saunier Duval-Prodir
Tour of Qatar - etapp 1
USPRO Championship
2006 – Saunier Duval-Prodir
Vuelta a España, etapp 3
Euskal Bizikleta - etapp 4A
2007 – Saunier Duval-Prodir
Vuelta a Castilia y León - etapp 2, 3 och 5
2008 – Andalucía-Cajasur
Vuelta a Castilla y León - etapp 3
2009 – CarmioOro-A Style
Paris-Corrèze
Tour du Gévaudan Languedoc-Roussillon - etapp 1
Cinturó de l'Empordà - etapp 1 och 2 + slutställning
GP Beghelli
Tour of Hainan - etapp 4 + slutställning

## Stall
- Saunier Duval-Prodir 2004–2007
- Andalucía-Cajasur 2008
- CarmioOro-A Style 2009–2010
- Movistar Team 2011–